# Westelijke baardgrasmus
De westelijke baardgrasmus (Curruca  iberiae synoniem: Sylvia  iberiae) is een zangvogel uit de familie Sylviidae (grasmussen). De vogel werd eerder als ondersoort beschouwd van de balkanbaardgrasmus (C. cantillans). 

## Kenmerken
De vogel lijkt sterk op de balkanbaardgrasmus maar bij deze soort is de baardstreep smaller en minder opvallend  en het contrast tussen het roodbruin en wit op de borst en buik is vager.

## Verspreiding en leefgebied
De vogel komt voor op het Iberisch Schiereiland, Zuid-Frankrijk, noordwestelijk Italië en in het noordwestelijk deel van Noord-Afrika.

## Status
De westelijke baardgrasmus komt niet als aparte soort voor op de lijst van het IUCN, maar is daar (nog) een ondersoort van de balkanbaardgrasmus (Curruca cantillans).

## Gelijkende soorten
- Balkanbaardgrasmus
- Brilgrasmus
- Grasmus
- Atlasgrasmus